# Mehdi Khalil
Mehdi Salim Khalil (in arabo مهدي سليم خليل‎?; Bouaké, 19 settembre 1991) è un calciatore libanese con cittadinanza sierraleonese, portiere dell'Ahed e della Nazionale libanese.

## Carriera

### Nazionale
Con la Nazionale libanese ha preso parte alla Coppa d'Asia 2019.

## Statistiche

### Cronologia presenze in nazionale
| Cronologia completa delle presenze e delle reti in nazionale ― Libano | Cronologia completa delle presenze e delle reti in nazionale ― Libano | Cronologia completa delle presenze e delle reti in nazionale ― Libano | Cronologia completa delle presenze e delle reti in nazionale ― Libano | Cronologia completa delle presenze e delle reti in nazionale ― Libano | Cronologia completa delle presenze e delle reti in nazionale ― Libano | Cronologia completa delle presenze e delle reti in nazionale ― Libano | Cronologia completa delle presenze e delle reti in nazionale ― Libano |
| Data                                                                  | Città                                                                 | In casa                                                               | Risultato                                                             | Ospiti                                                                | Competizione                                                          | Reti                                                                  | Note                                                                  |
| --------------------------------------------------------------------- | --------------------------------------------------------------------- | --------------------------------------------------------------------- | --------------------------------------------------------------------- | --------------------------------------------------------------------- | --------------------------------------------------------------------- | --------------------------------------------------------------------- | --------------------------------------------------------------------- |
| 09-01-2019                                                            | al-'Ayn                                                               | Qatar                                                                 | 2 – 0                                                                 | Libano                                                                | Coppa d'Asia 2019 - 1º turno                                          | -2                                                                    |                                                                       |
| 12-01-2019                                                            | Dubai                                                                 | Libano                                                                | 0 – 2                                                                 | Arabia Saudita                                                        | Coppa d'Asia 2019 - 1º turno                                          | -2                                                                    |                                                                       |
| 17-01-2019                                                            | Sharjah                                                               | Libano                                                                | 4 – 1                                                                 | Corea del Nord                                                        | Coppa d'Asia 2019 - 1º turno                                          | -1                                                                    |                                                                       |
| 24-03-2021                                                            | Dubai                                                                 | Giordania                                                             | 1 – 0                                                                 | Libano                                                                | Amichevole                                                            | -                                                                     | 46’                                                                   |
| 05-06-2021                                                            | Goyang                                                                | Libano                                                                | 3 – 2                                                                 | Sri Lanka                                                             | Qual. Mondiali 2022                                                   | -2                                                                    |                                                                       |
| 12-06-2021                                                            | Goyang                                                                | Corea del Sud                                                         | 2 – 1                                                                 | Libano                                                                | Qual. Mondiali 2022                                                   | -2                                                                    |                                                                       |
| Totale                                                                |                                                                       | Presenze                                                              | 6                                                                     |                                                                       | Reti                                                                  | -8                                                                    |                                                                       |

## Palmarès

### Competizioni continentali
- Coppa dell'AFC: 1

Al-Ahed: 2019